# Caterina di Challant
Caterina di Challant (1415 circa – 1476) (in fr., Catherine de Challant) fu una nobile valdostana della famiglia Challant, contestata contessa di Challant (1442-1456).

## Biografia
Figlia di Francesco, primo conte di Challant e signore di Verrès, e di Francesca Maréchal de Meximieux, nel 1430 sposò in prime nozze il cugino Giovanni di Challant dei signori di Fénis, debole e malato di epilessia, che morì alcuni anni dopo e da cui ebbe due figlie.

### Contessa di Challant

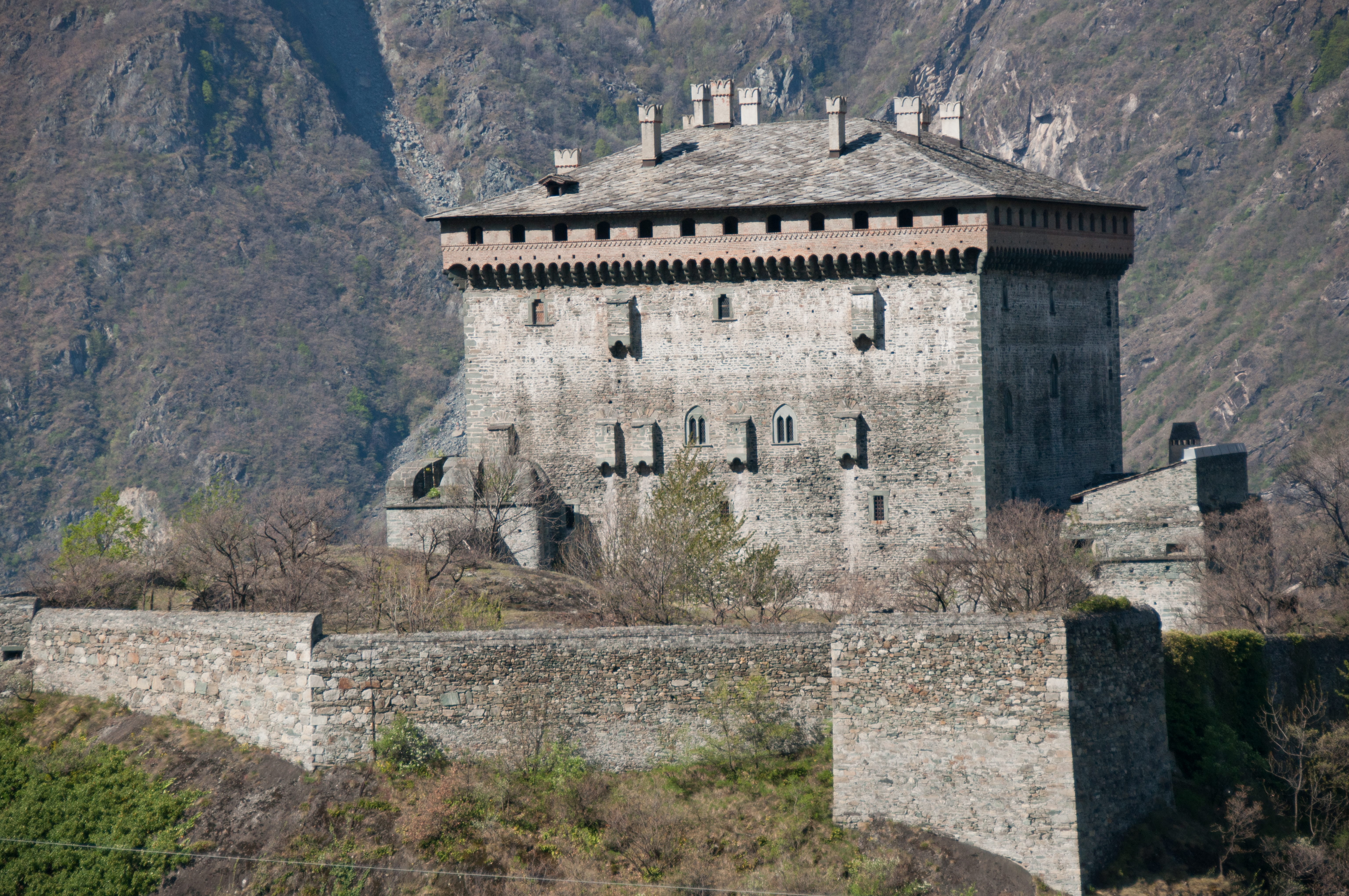
Castello di Verrès

Nel 1442 il padre Francesco morì senza eredi maschi e nel testamento designò come eredi le figlie Caterina e Margherita, alle quali sarebbero dovuti andare il feudi di Challant, Verrès, Issogne e Graines. Margherita nel 1445 cedette alla sorella la sua quota dell'eredità paterna.
Caterina ebbe dunque tre mariti: Giovanni di Challant-Fénis (da cui ebbe le due uniche figlie: Luisa e Giacometta), Pierre Sarriod d'Introd e Pietro di Chissè. Le residenze della contessa furono. i castelli di Challant, culla ancestrale della famiglia, di Ussel e soprattutto di Verrès.
La successione fu osteggiata dai parenti maschi di Caterina, ed in particolare dal cugino Giacomo di Challant-Aymavilles, che reclamavano i feudi per sé in virtù della Legge Salica che impediva alle donne la successione nel feudo.
Caterina però era determinata a difendere con la forza le sue terre, grazie anche all'aiuto di Pierre Sarriod d'Introd, che intorno al 1450 divenne il suo secondo marito. Durante quegli anni furono fortificati i manieri di Challant e di Graines per offrire una migliore difesa. Nel 1456, dopo anni di liti, Giacomo di Challant-Aymavilles, grazie anche all'aiuto del fratello Guglielmo governatore di Vercelli, assediò contemporaneamente i castelli di Châtillon e di Verrès. Caterina, forse presa in contropiede a Châtillon, invocò il soccorso del marito Pierre, che non tardò ad abbandonare la rocca di Verrès per accorrere in suo aiuto. Cadde però in un'imboscata nei pressi del monastero di Saint-Gilles, dove venne ucciso. Infine nel dicembre 1456 Caterina si arrese e cedette tutte le sue terre a Giacomo, che divenne così il secondo conte di Challant.

### Sconfitta di Caterina e suoi ultimi anni

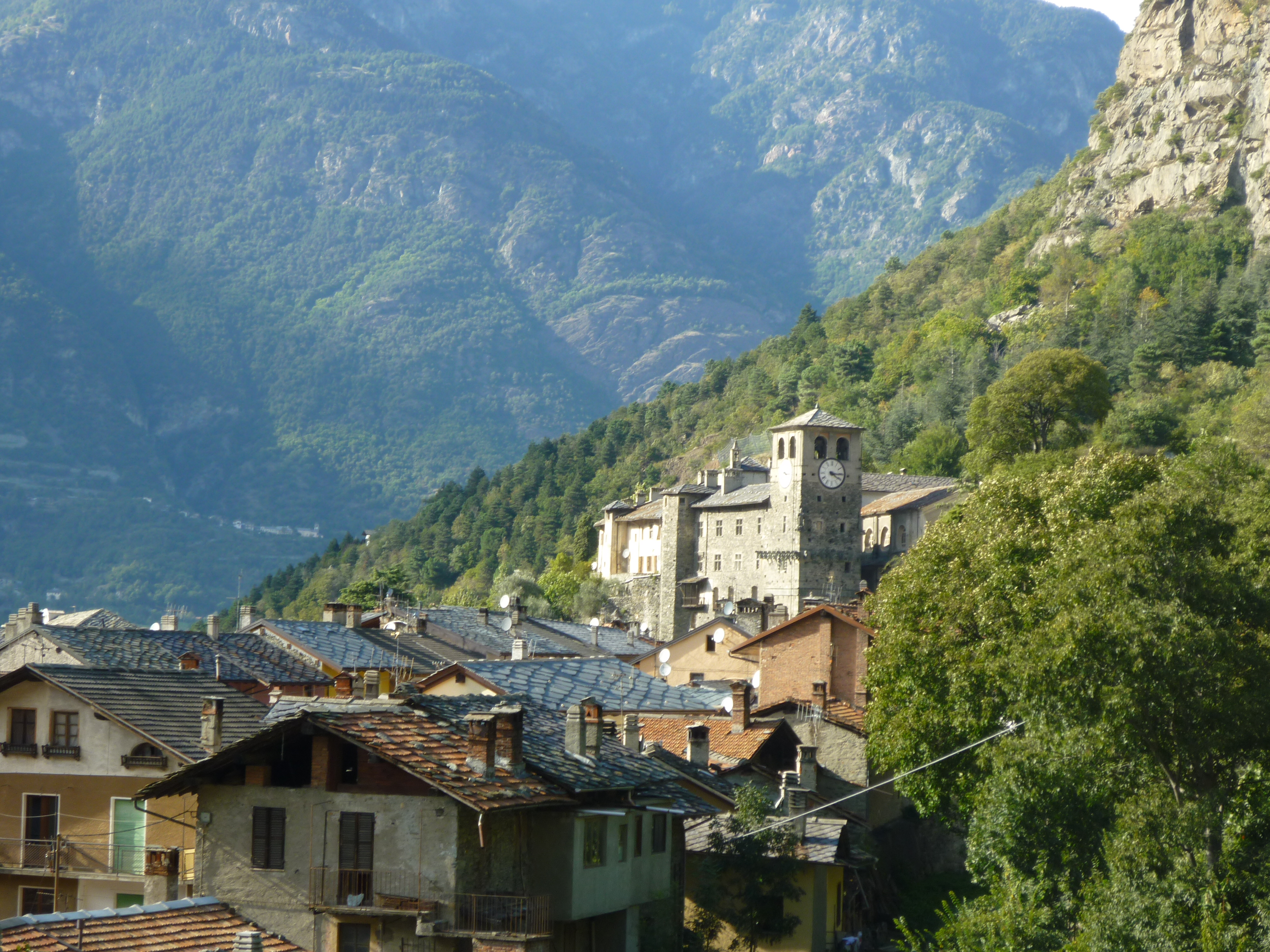
Prevostura di Saint-Gilles a Verrès

In seguito Caterina fu accusata di stregoneria per avere effettuato dei sortilegi contro i Savoia, ma poi prosciolta. Il duca Ludovico di Savoia la perdonò, nonostante la moglie Anna di Lusignano sostenesse la colpevolezza della Challant.
Nel 1462 si sposò per la terza volta, con Pietro di Chissè, signore di Polinge e balivo di Aosta. Negli anni successivi tentò ancora alcune volte di recuperare la contea di Challant, ma senza successo. Morì intorno al 1476.
Degli ultimi anni di Catherine si sa pochissimo e non sono certi neppure l'anno di morte e il luogo di sepoltura. Gli altri rami degli Challant e i duchi di Savoia ritenevano ciò conveniente alla loro politica. Nella chiesa di Saint-Gilles, a Verrès, esiste tuttora la cripta funeraria in cui è tumulato il nonno della contessa Ibleto di Challant, costruttore della rocca: è senza dubbio questa la sua tomba più probabile e, non a caso, la contessa appare raffigurata in un affresco, sopra l'ingresso, che è l'unico presunto suo ritratto.
Caterina fu assai benvoluta dagli abitanti di Verrès, e l'episodio in cui il 31 maggio 1450 lei scese con il marito Pierre d'Introd nella piazza del paese e si mise a ballare insieme agli abitanti è rievocato tutti gli anni nel Carnevale storico di Verrès.